# 로재나 퍼셀
로재나 퍼셀(Rozanna Purcell, 1990년 9월 3일 ~ )은 아일랜드 출신의 모델이며, 미스 유니버스 아일랜드 2010 우승해 미스 유니버스 2010에서 아일랜드 대표로 출전했다.

## 미스 유니버스 2010
미스 유니버스 아일랜드 대회는 다른 나라와 다르게, 한 기업의 대표로 선발된 후보들이 경쟁하여 미스 유니버스 대회에 출전하게 되는 대회이다. 퍼셀은 릴리스 보델로라는 클럽을 대표했으며, 미스 유니버스 아일랜드 2010 대회에서 우승하였다. 콜롬비아에서 미겔 마르티네스의 지도 하에 2주간 훈련을 받았으며, 2010년 8월 23일에 라스베이거스에서 열린 미스 유니버스 2010 대회에 출전 하였다.
퍼셀은 가장 큰 우승 후보로 거론 되었는데, 많은 미인대회의 팬들, 미인대회 관련 홈페이지, 베팅 관련 기업이 대부분 퍼셀이 우승할 것이라고 예상하였다. 퍼셀은 수영복 심사에서 8.784를 받아 4위를 하여 준결승 진출에 성공하였으나, 최종 7위에 머물렀다.

## 향후 진로
퍼셀은 미스 유니버스의 소유자인 도널드 트럼프의 제안에 따라, 트럼프 모델 매니지먼트에 소속될 예정이다. 그리고 퍼셀은 미국, 멕시코, 콜롬비아 등의 나라에서 모델 제의를 받았다.